# آلن ام. دیوی
آلن ام. دیوی (انگلیسی: Allen M. Davey؛ ‏ ۱۵ مهٔ ۱۸۹۴ – ۵ مارس ۱۹۴۶) فیلم‌بردار اهل ایالات متحده آمریکا بود. او یکی از اعضای اولیه انجمن فیلمبرداران آمریکا و مدیر قدیمی عکاسی در Technicolor بود.
از فیلم‌هایی که وی در آن‌ها نقش داشته‌است، می‌توان به ماجرای پرشور هالیوود، وسترن یونیون، ماه بر فراز میامی، دختر مدل، جادوگر شهر از و ترانه‌ای برای یادآوری اشاره نمود.